# Wöllstein
Wöllstein è un comune di 4 584 abitanti della Renania-Palatinato, in Germania.
Appartiene al circondario (Landkreis) di Alzey-Worms (targa AZ) ed è parte della comunità amministrativa (Verbandsgemeinde) di Wöllstein.

## Storia

### Simboli
Nello stemma di Wöllstein sono raffigurati la ruota di Magonza e il leone simbolo dell'Elettorato del Palatinato e fanno riferimento all'appartenenza della comunità a questi territori fino alla fine del XVIII secolo.